# Кампоротондо Етнео
Кампорото̀ндо Етнѐо (на италиански: Camporotondo Etneo, на сицилиански Campurutunnu, Кампурутуну) е малко градче и община в Южна Италия, провинция Катания, автономен регион и остров Сицилия. Разположено е на 445 m надморска височина. Населението на общината е 4464 души (към 2010 г.).
В общинската територия се намира част от вулкана Етна. Главният център на общината се намира в подножието на планината.